# Levente II
A Levente II magyar iskola- és futárrepülőgép, amely Fábián András 1938-ban elkészített Levente terveiből továbbfejlesztett változat és 1943-tól 1944 végéig a Repülőgépgyár Rt. gyártotta. Legkevesebb 90 db készült a Magyar Királyi Honvéd Légierő számára mint I. fokú iskolagép (kiképző-repülőgép). 

## A Levente II. tervezésének előzményei
Az I. világháborút lezáró trianoni döntés megtiltotta Magyarország számára a légierő fenntartását és a katonai repülőgépgyártást. A szerződés záradékaként szétrombolták a magyar repülőipart: az Antant ellenőrző bizottságai jelenlétében összetörték, felfűrészelték csaknem a teljes gépállományt és megsemmisítették a repülőanyagokat. Az Antant tiltása ellenére a magyar állam már a '20-as évek elején polgári repülési tevékenység mögé rejtve megszervezte és működtetni kezdte az ún. titkos légierőt, melynek fedőszerve a Légügyi Hivatal (LÜH) volt. Ez a történelmi helyzet a két világháború között rendkívül megnehezítette a hazai repülőgépgyártást és a repülőipar fejlődését jóformán ellehetetlenítette. A II. világháború küszöbén a hazai fejlesztés elmaradása miatt súlyos pilóta- és géphiány állt fenn, melyet a formálódó légierő olasz és német import repülőgépek beszerzésével próbált megoldani. Mivel a Németországból megrendelt Bücker Bü 131 Jungmann típusú kiképző repülőgépek csak korlátozott számban álltak rendelkezésre és szállításuk akadozott, a Légügyi Hivatal 1938 augusztusában nyílt pályázatot hirdetett meg magyar I. fokú iskolagép tervezésére.

## A LÜH pályázata és a Levente II. prototípusai
A pályázatra beadott tervek közül a bírálóbizottság három gépet díjazott: Jancsó Endre és a műegyetemi sportrepülők M.25 Nebulóját, Varga László, műegyetemi tanár Káplár típusú gépét és első helyen Fábián András Levente jeligével beadott gépét. A sorozatgyártásra szánt új magyar iskolagép végleges kiválasztását mindhárom típus megépítése után összehasonlító repülések elvégzésétől tették függővé. A Levente a győri Magyar Waggon- és Gépgyár (MWG) repülőgépüzemében készült el 1940 novemberében. 

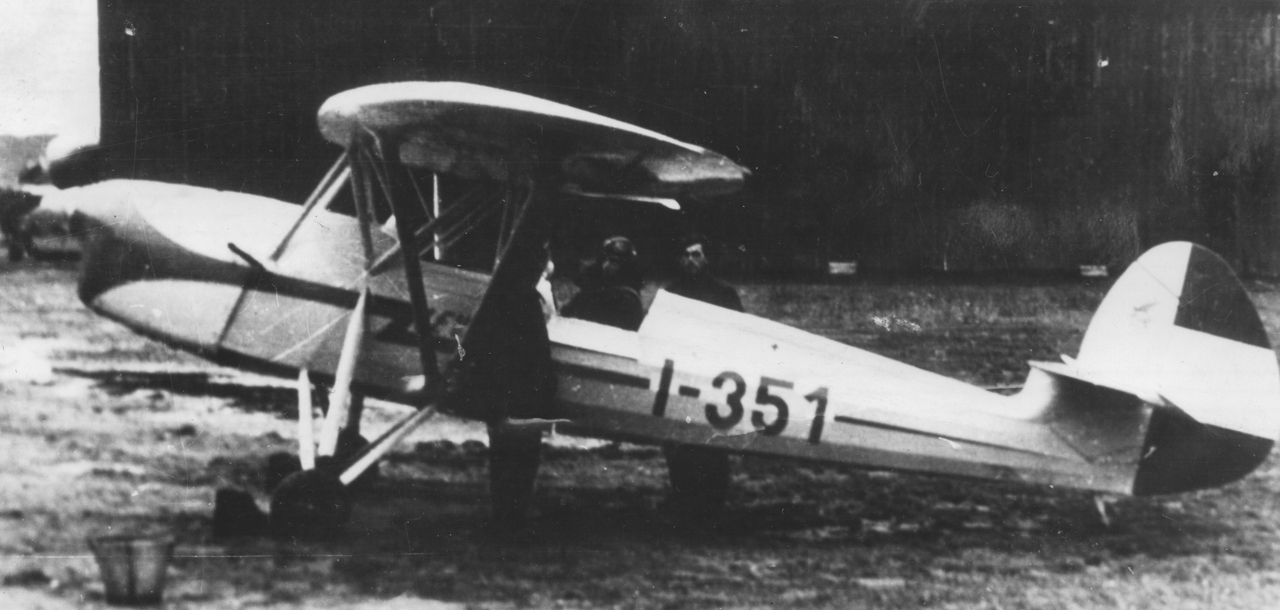
1941. Györ – Levente – I.351 01

A pályázati gépek repülési tesztjeinek eredményei alapján a Honvédelmi Minisztérium figyelme továbbra is a Levente felé fordult, annak ellenére, hogy a gép történetében 1940. november 17-én tragédia következett be a berepülés során, amikor Dicsőfi József, az MWG berepülő pilótája egy alacsony magasságban rosszul kivitelezett orsó manőverből lezuhant a géppel és életét vesztette. A tesztrepüléseket Endes Gábor győri berepülőpilóta fejezte be, és tapasztalatait felhasználva a gép repülési tulajdonságainak további javítását és a könnyebb gyárthatóságot megcélozva új prototípus építése mellett döntöttek, mely Levente II. nevet kapott.
Fábián András, a Levente tervezője a pályázat beadása után elhagyta munkahelyét, a Weiss Manfréd gyárat és jelentkezett a jármű- és karosszériagyáros Uhri testvérek újonnan alapított repülőgéposztályán. Az Uhri testvérek prosperáló járműgyártásukat jó érzékkel a repülőgépgyártás felé akarták kibővíteni. 1939 tavaszán létrehozott repülőgéposztályuk vezetésével a fiatal mérnököt bízták meg, azzal az ajánlattal, hogy a Levente sikere esetén Fábiánnal együtt, közös cégben fogják gyártani a típust.
A Levente II. prototípusát már az Uhri cég építette Fábián vezetésével, mely az eredetihez képest főként az irányfelületeinek kialakításában változott: a vízszintes farokfelület kiemelését megszüntették és leegyszerűsítették mind a függőleges, mind a vízszintes irányfelület elliptikus alakját. Továbbá a szárny méretén csökkentettek és némileg magasabbra került, a törzs vonalvezetése vastagodott és az orrburkolat formája egyszerűbb, gömbölyűbb idom lett. Az új prototípussal végzett próbarepülések és a Repülő Kísérleti Intézet (RKI – a légierő repülőgép-minősítő szervezete) műszaki vizsgálata után a Honvédelmi Minisztérium még 1941-ben rendszeresítette a Levente II.-t a légierőben mint I. fokú iskolagépet.

## A Levente II. gyártásának megszervezése
A gép gyártásával tevőlegesen 1942 végéig nem történt előrelépés, mert kapacitás hiányában egyik hazai repülőgépgyár sem volt képes megszervezni a sorozatgyártást. Nem maradt más lehetőség tehát, mint az Uhri testvérek több évtizedes gyártási tapasztalattal rendelkező cége által létrehozott repülőgéposztályt állami hitelekkel felkészíteni a tömeggyártásra, ahol maga a gép tervezője is dolgozott. Az Uhri cég Hungária körúti telephelyén nagyszéria gyártása nem jöhetett szóba, ezért a Honvédelmi Minisztérium ideiglenesen a Csepel északi csücskében elhelyezkedő Weiss Manfréd gyár repülőterét jelölte ki a sorozatgyártásra. A Honvédelmi Minisztérium 1942. november 13-án megrendelte a Levente II. 120 db-os nagyszériáját, melyet később további 20 db-bal toldott meg.

## A Levente II. gyártása
A Levente II.-k gyártására az Uhri testvérek új csepeli illetőségű céget alapítottak Repülőgépgyár Rt. néven, melynek részvényeit 10%-ban Fábián András, a gép tervezője jegyezte és őt nevezték ki a gyár műszak igazgatójának is. A cég nem töltött el egy hónapot sem Csepelen, amikor a Honvédelmi Minisztérium jelezte, hogy légiveszély miatt a gyárat véglegesen Mátyásföldön kívánja felállítani, ahol az építkezést 1943. júniusában megkezdték. A Repülőgépgyár Rt. állandó munkafelvételekkel hónapról hónapra növelte létszámát: az Uhri cég repülőgéposztálya kb. 30 fővel indult, de a Repülőgépgyár Rt. alkalmazottjainak száma az év végére 900-ra nőtt Csepelen. A Levente II. első 10 db-os I.551 oldalszámmal induló szériáját 1943 októberében a sajtó jelenlétében adták át a csepeli repülőtéren, melyről a Magyar Szárnyak is beszámolt. 

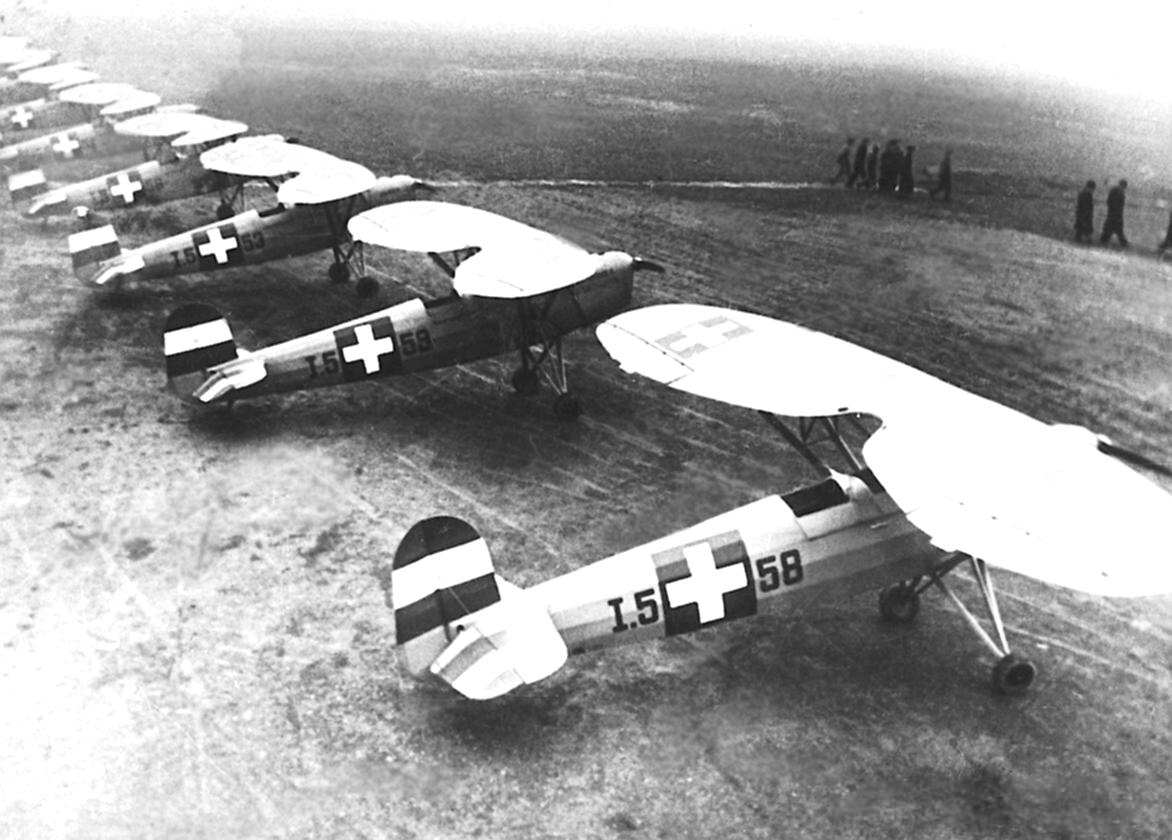
1943.10. Csepel – Levente II. – I.558 – Az elsö széria átadása Csepelen 05

A Repülőgépgyár Rt. a nyersanyagok és alkatrészek beszállításának folyamatos késedelmével és helyhiánnyal küzdött, valamint leterhelte a gyártást az időközben tervbe vett német Bücker Bü 181 Bestmann típusú iskolagépek licenszben történő sorozatgyártásának megszervezése is. A második 10 db-os Levente II. széria csak 1944 áprilisára készült el. A csepeli légiveszély miatt a Honvédelmi Minisztérium 1944. április 5-én elrendelte a Repülőgépgyár Rt. azonnali átköltöztetését a mátyásföldi, még építkezés alatt álló gyártelepre. Az akkor egyik legnagyobb és legmodernebb létesítménynek számító mátyásföldi gyárban (melyből 1945 után az Ikarus gyárat hozták létre) a továbbra is fennálló háborús beszerzési és ellátási nehézségek ellenére a gyártás némileg felgyorsult és 1944. őszére 40 db Levente II.-t szállítottak le, majd 1944 végére 86 db széria Levente II. készült el. Az utolsóként legyártott és legmagasabb oldalszámmal ellátott széria Levente II. az I.637 volt, mely négy másik példánnyal együtt Budapest ostromakor a Repülőgépgyár Rt. kitelepítése során a Vérmezőn létrehozott szükségrepülőtéren került összeszerelésre. A szovjet csapatok elől a gyárat a Honvédelmi Minisztérium rendeletére a pápai repülőtér közelében elhelyezkedő Szélmezőpusztára telepítették ki. Az evakuálás során a gyár gépei, felszerelései, anyag- és félkészáru készletei a szovjet aknatűzben javarészt megsemmisültek. A megmaradt eszközökből Szélmezőpusztán felállított üzem nem volt alkalmas termelésre, majd végül az ott állomásozó IV. honvéd javítóműhely alakulata visszavonulás előtt felrobbantotta. Ezzel végleg megsemmisült a Repülőgépgyár Rt. minden műszaki hagyatéka: eszközei, gépállománya és műszaki dokumentációja. A Magyar Nemzeti Levéltár három csomóban őrzi a Repülőgépgyár Rt. fennmaradt iratanyagát.
1945 után a Mátyásföldön épült gyárkomplexumban működő Uhri Testvérek Autókarosszéria és Járműgyár és a már csak névlegesen fennmaradt Repülőgépgyár Rt. az államosított vállalatokat irányító Nehézipari Központ (NIK) kezébe került, majd az egykori Uhri cég és a repülőgép- és autóipari alkatrészeket gyártó Ikarus Gép- és Fémgyár Rt. egyesítésével a mátyásföldi telephelyen 1949. február 23-án létrehozták a jól ismert állami Ikarus Karosszéria- és Járműgyárat. Az Ikarus gyár mai területén még mindig áll a Repülőgépgyár Rt. I. számú nagycsarnoka, ahol a Levente II.-ket gyártották.

## A Levente II. mint magyar ipartörténeti rekord
A Levente II.-ből összesen 4 db prototípus és 86 db szériagép, azaz összesen 90 db épült meg, melyhez hozzáadhatjuk az egy vagy két darabban elkészült győri Levente prototípus(oka)t is. Ennél több magyar tervezésű motoros repülőgépet egyik hazai repülőgépgyár sem készített. A darabszámot tekintve a Levente II. a második helyen áll a WM-21 Sólyom után, melyből három magyar repülőgépgyár állított elő összesen 128 db-ot. Továbbá a magyar repülés történetében a Levente II. volt az a hazai motoros repülőgép, amelyre a legnagyobb megrendelés született: 140 db-os nagyszéria.

## A Levente II. a légierőben
Az első tíz gépet a Magyar Szárnyak 1943. december 15-i, 24. száma szerint Ferihegyre, a Horthy Miklós Nemzeti Repülőalaphoz (HMNRA) repülték át, „hogy máris megkezdhessék szolgálatukat” mint iskola-repülőgép.
Az elhúzódó gyártás miatt a Levente II.-ket a légierő nagyobb darabszámban már csak a háború végén tudta birtokba venni. Ekkor már a pilótaképzés helyett (melyre addig főként a Bücker Jungmann gépeket használták) az 1944 második felében fennálló háborús helyzetben a Levente II. repülőgépekre inkább mint futárgépre volt szükség. A Levente II. futárcélokra való beosztásáról konkrét dokumentum nem ismert, így csak közvetett bizonyítékok alapján következtethetünk erre. Például Pintér Gyula naplójából derül ki, hogy 1945 tavaszán Pintér és Szőcs hadnagy a 101/3. vadászrepülő századtól egy Levente II. futárgépet repült át Veszprémből Kenyeribe, amikor szovjet Il–2-es csatarepülőgépek támadták meg őket. Gépüket jelentős sérülés érte, de sikerült elmenekülniük az Il–2-esek elől. A mai Ausztria területén az 1./II. Csatarepülő osztálynál használt I.626 lajstromú Levente II. futárgéppel Jankovich főhadnagy 1945. április 8-20. között többször is repült. Illetve tudjuk, hogy 1944-ben az önálló Távolfelderítő századnál is használtak Levente II.-t mint futárgépet. Szintén ilyen célra vették igénybe azt az I.606-os oldalszámú Levente II.-t, mellyel a Magyar Szárnyak cikke szerint 1944 végén új leszállóhelyeket kerestek a légierő pilótái a Dunántúlon. Az I.606 az egyik Me 210 Gyorsbombázó századnál volt; az I.615 a 101. Éjszakai vadászszázadhoz került; az I.557, I.587, I.590, I.602 és I.620 jelzésű gépek a 101/III vadászosztálynál szolgáltak.

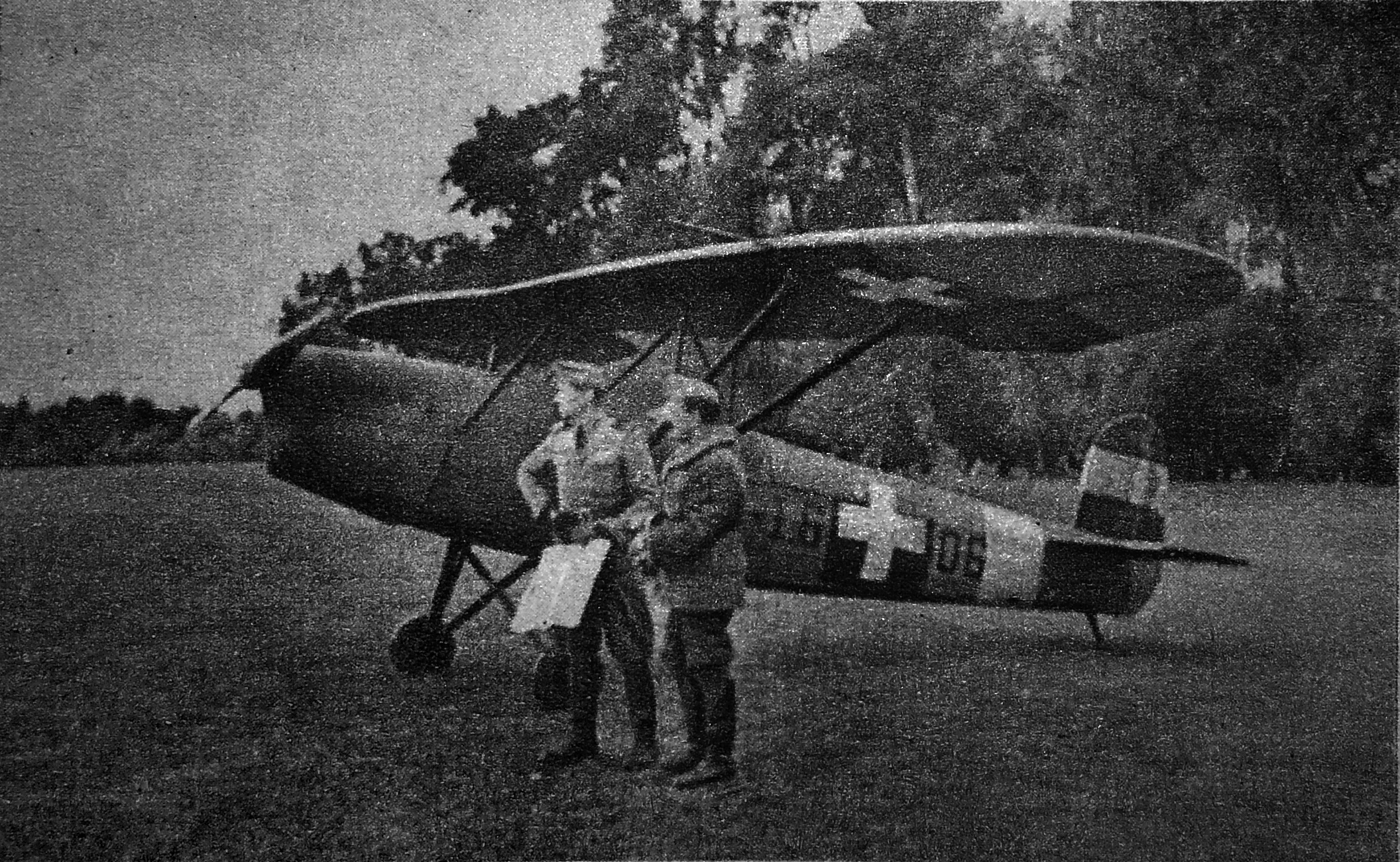
A légierő pilótái egy Levente II.-vel 1944-ben

A Levente II.-t 1944-ben Ócsán az RKI légideszant kísérleti részlegénél, valamint a Pápán folyó katonai szállító vitorlázó kiképzésnél vontatógépnek is használták.  I. fokú kiképzés mellett szintén vontatásra is használták a Levente MWG-ben épült egyik példányát a HMNRA győri iskolájában Endes Gábor parancsnoksága alatt a '40-es évek elején, valamint a HA-NBQ és HA-NBR lajstromjelű (feltehetően széria prototípusként épült) Levente II.-kel is vontattak a HMNRA-ban.

## Levente II.-k 1945 után
A háború után megkezdődött az ország területén visszahagyott különböző repülőgépek ill. géproncsok felkutatása. 1946 áprilisában így találták meg a győri sportrepülők Kisbajcson egy szénakazalban elrejtve a – még 1940-ben az MWG-ben épült – első Levente prototípus gépek egyik példányát. A Levente aránylag jó állapotban volt, néhány alkatrésze (légcsavar, kerekek, műszerek) hiányzott. A gépet HA-LEA lajstrommal látták el és helyreállítása után 1948-ban a győri MADISZ Aero Klub rendelkezésére bocsátották. Az akkor még politikailag elfogadhatatlan Levente névről Petőfi névre keresztelték át a gépet. Rövid üzemeltetés után úgy tűnt, hogy a futómű (mely még nem a végleges szériagépekhez kialakított konstrukció volt) nem megbízható, ezért a rácsos szerkezetet áttervezték és plusz rudak beiktatásával megerősítették. Ugyanekkor a farokcsúszót farokfutóra cserélték. Jó emelkedőképessége miatt a Leventét főként vitorlázógépek vontatására használták. 1949 májusától 1950 közepéig több mint 500 felszállásból 395 vontatást hajtottak végre a géppel, mely a győri klubot nagyban hozzásegítette vitorlázó teljesítményeredményeihez. A HA-LE betűkkel kezdődő sorozatban további öt Levente II. kapott lajstromot 1945 után: a HA-LEB, HA-LEC, HA-LED, HA-LEE és a HA-LEF. Ezek közül a HA-LED és HA-LEE gépekről semmit nem tudunk. A HA-LEC lajstromú Levente II.-t Diósgyőrben hozták repülőképes állapotba és 1949. június 15-én kapott légialkalmassági bizonyítványt. A HA-LEF-et az Országos Magyar Repülő Egyesület budaörsi műhelyében állították helyre és 1949. május 31-én lett légialkalmas.

## Fennmaradt példánya
A Levente II. 1938-ban kezdődött húsz éves története a HA-LEB lajstromú géppel ért véget. Ez volt a legtovább használatban, erről maradt fenn a legtöbb fénykép és emlék az idősebb pilóták emlékezetében. A HA-LEB-et Mátyásföldön a Honvéd javítóműhelyben építették újjá és 1949 szeptemberében helyezték üzembe. Sportrepülésre és ezúttal is főleg vitorlázó-repülőgépek vontatására használták. A HA-LEB-et üzembe állításakor szintén politikai okokból kifolyólag Struccra nevezték át, de viszonylag korán, már 1956 után visszakaphatta a Levente II. nevet. A HA-LEB, üzemidejének kitöltése után 1959-ben a Közlekedési Múzeum hármashatárhegyi raktárába, majd innen restaurálás után a Petőfi Csarnokban található időszakos repüléstörténeti kiállítás tárlatába került. 

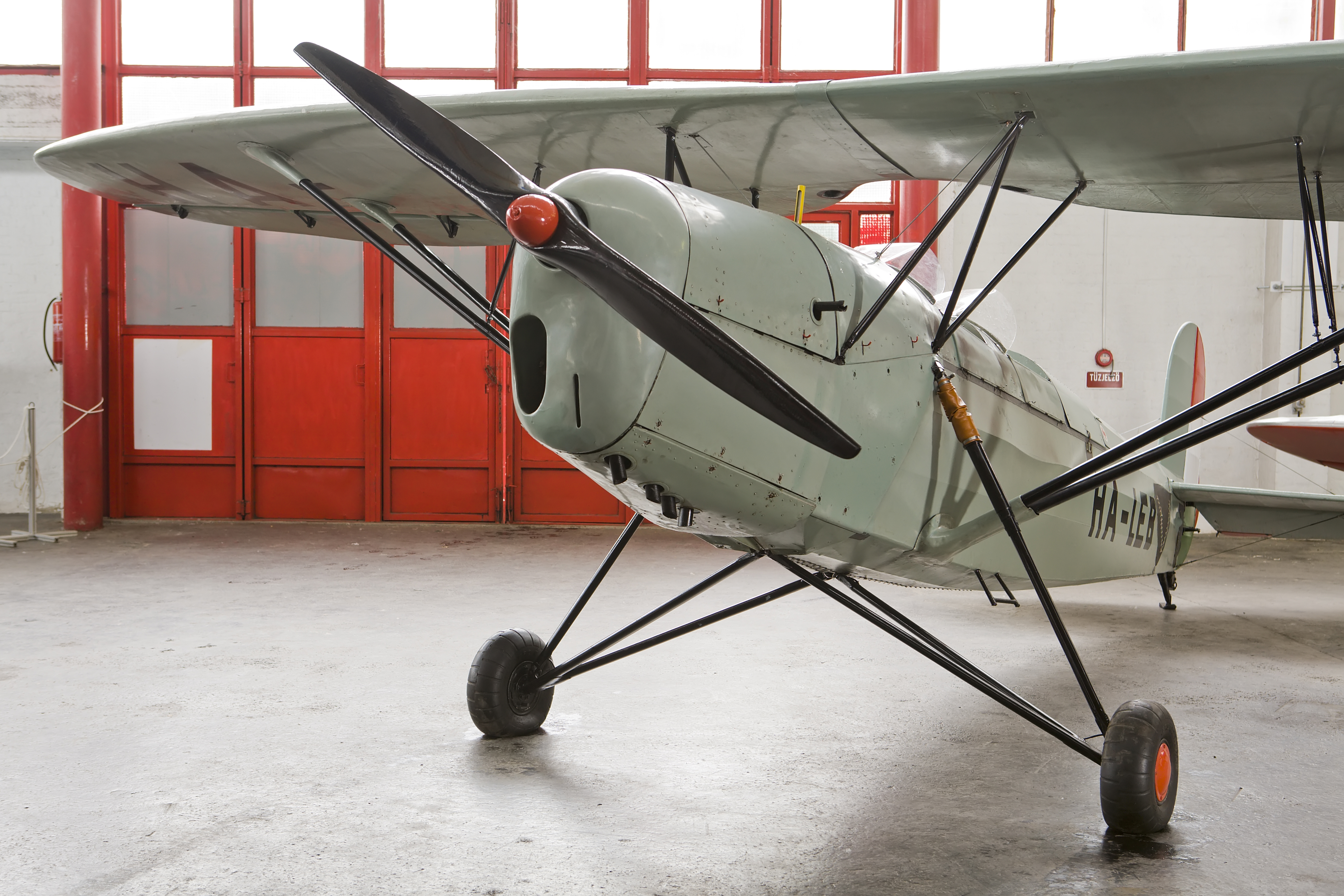
A Levente II. utolsó fennmaradt példánya a magyar Közlekedési Múzeum tárlatában

A légierő által csak a háborúban használt több, mint 2500 db különféle repülőgép közül – bár kétségtelen, hogy a harcokban rengeteg elpusztult – a HA-LEB az egyetlen, amelyet elődeink az utókornak megőriztek.

## Új példány
2009-ben Projekt indult Fábián András (a tervező unokaöccse) vezetésével, hogy a magyar és nemzetközi oldtimer repülés szerelmesei számára, a Magyar Királyi Honvéd Légierő korábbi gépei közül (melyekből egyetlen működőképes példány sem maradt fenn), megépítsenek egyet. A választás a Levente II-re, a magyar repülés és ipartörténet egyik legfontosabb gépére esett. A géphez sikerült beszerezni Litvániából egy eredeti Hirth HM 504A–2 motort (amely 2013-ra nagyjavításon esett át), de ezen kívül teljesen újonnan készül. A terveket a Közlekedési Múzeum példányának esztétikai felújítása során készítették el, mivel az eredeti tervek elvesztek. A megépítésen túl a korábbi gyártás történetét is kutatja a projekt. Az új gép (amelynek lajstromjele szintén HA-LEB lesz) 2018-ra megépült és felkészült a berepülésre, júliusban megkezdődött a hatósági berepülési engedélyhez szükséges nagy mennyiségű dokumentáció véglegesítése.

## Üzemeltetők
Magyar Királyság
- Magyar Királyi Honvéd Légierő
- Horthy Miklós Nemzeti Repülőalap

## Műszaki adatok (Levente II.)

### Geometriai méretek és tömegadatok
- Hossz: 6,08 m
- Fesztávolság: 9,45 m
- Magasság: 2,53 m
- Szárnyfelület: 13,50 m²
- Üres tömeg: 470 kg
- Maximális felszálló tömeg: 750 kg

### Motorok
- Motorok száma: 1 darab
- Típusa: Hirth HM 504A–2 négyhengeres soros motor
- Maximális teljesítménye: 78 kW (105 LE)

### Repülési adatok
- Legnagyobb sebesség: 180 km/h
- Hatótávolság: 650 km
- Szolgálati csúcsmagasság: 4500 m